# أساطير بروسية

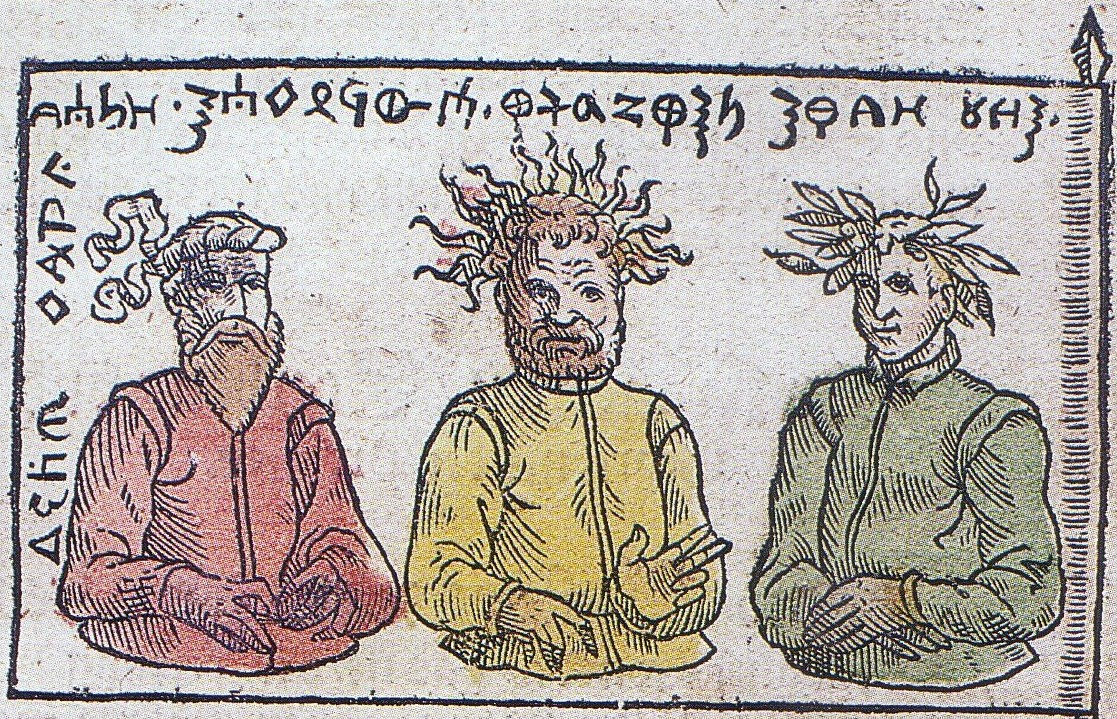

كانت الأساطير البروسية دينًا متعدد الآلهة للبروسيين القدماء، الشعوب الأصلية في بروسيا قبل الحملة الصليبية البروسية التي شنها فرسان تيوتون. كانت وثيقة الصلة بمعتقدات البلطيق الأخرى، والأساطير اللتوانية واللاتفية. لم تنجُ خرافاتها وأساطيرها عندما أصبح البروسيون ألمانيين، وانقرضت ثقافتهم في أوائل القرن الثامن عشر. يمكن العثور على معلومات مجزأة عن الآلهة والطقوس في العديد من سجلات العصور الوسطى، ولكن معظمها غير موثوق به. لم توثق أي مصادر الدين الوثني قبل التنصير القسري في القرن الثالث عشر. يُحصل على معظم المعروف عن الديانة البروسية من مصادر مشكوك فيها من القرن السادس عشر (الكتاب السودوفي وسيمون غرونو).

## الخلفية والمصادر التاريخية
بدأ التنظيم التيوتوني، وهو تنظيم عسكري صليبي، الحملة الصليبية البروسية في عشرينيات القرن الثالث عشر. كان هدفهم هو عزو البروسيين الوثنيين وتحويلهم إلى المسيحية. بنى الفرسان الحصون الخشبية والحجرية، التي أثبتت مناعتها أمام البروسيين. رغم الانتفاضات البروسية الخمس، اكتمل غزو بروسيا بحلول ثمانينيات القرن الثالث عشر. أعاد المستعمرون الألمان توطين المنطقة المدمرة. يقدر أنه بحلول عام 1400، بلغ عدد البروسيين 100,000 وشكلوا نحو نصف مجموع السكان في بروسيا. خضع البروسيون للألمنة والاستيعاب وانقرضوا في النهاية في وقت ما بعد القرن السادس عشر. اعتبر الفرسان الوثنية شرًا، يستحق الاستئصال الكامل وليس الدراسة. لذلك لم يُبدوا أي اهتمام بالعادات المحلية ولم يقدموا أي روايات مفصلة عن الأساطير البروسية. يمكن العثور على أجزاء وقطع من الإشارات الموثوقة ولكن العرضية والمجزأة للآلهة والتقاليد في الوثائق والسجلات التيوتونية الرسمية، مثل معاهدة كريستبرغ 1248 أو سجلات بيتر فون دوسبرغ أو المراسلات مع البابا.
حوّل المعقل الكاثوليكي السابق لإمارة فرسان التيوتون للدولة الرهبانية، بعد التأثر بالإصلاح البروتستانتي، إلى دوقية بروسيا اللوثرية في عام 1525. جلبت النزاعات الدينية اهتمامًا جديدًا بالدين البروسي الوثني. وفي ذلك الوقت، أُنتجت دراستين أساسيتين عن الحضارة البروسية: الكتاب السودوفي وسجلات سيمون غرونو. هناك نقاش أكاديمي كبير حول تأليف الكتاب السودوفي وتأريخه وموثوقيته. يتبع معظم العلماء الليثوانيين الحديثين فيلهلم مانهاردت ويتعاملون معه بصفته مصدرًا موثوقًا به ومستقلًا، استُخدم في إعداد دساتير السينودوس، وهو كتاب المراسم التي أعدها المجمع (السينودوس) الكنسي ونشرت في 1530. تزعم مدرسة فكرية أخرى أن العكس صحيح: بأن الكتاب السودوفي نسخة مشوهة من كتاب السينودوس، الذي أُعد بدوره استنادًا إلى كتاب غرونو، ويجب رفض كل هذه الكتب باعتبارها «اختراعًا» و«تزويرًا».
تعرض سيمون غرونو (المتوفى نحو عام 1530) لانتقادات كثيرة لاستخدامه مصادر مشبوهة ومزيفة وتضخيم الحقائق بخياله غالبًا. يرفض العلماء المعاصرون غالبًا السجل باعتباره عملًا خياليًا، ومع ذلك يميل العلماء الليثوانيون إلى توخي الحذر ويحاولون العثور على صفاته التعويضية. يُعد هذا العمل مسؤولًا عن تقديم العديد من الأساطير الرئيسية وتعميمها: الملك فيدوفوتو في القرن السادس، ومعبد روموفا، والثالوث الوثني (بيكولس، بوتريمبو، وبيركوناس)، والكاهن الأعلى الوثني (كريفي كريفيتو) والفايدلين الإناث (المشابهات لعذارى فستال الرومانيات).
نسخ العديد من المؤلفين لاحقًا معلومات من سجلات غرونو والكتاب السودوفي ببساطة مع إضافة معلومات بسيطة أو دون إضافة إي معلومات.

## البانثيون البروسي

### القوائم المبكرة
ذكرت معاهدة كريسبرغ لعام 1249 كورش، وهو صنم كان يُعبد في أثناء احتفالات الحصاد. لم يتمكن العلماء من تحديد جنسه أو عمله أو أصل الكلمة بصورة أكيدة. تشمل الأعمال المختلفة المقترحة إله الطعام (سيمون غرونو)، وإله الحدادة (مشابه لسفاروغ السلافي وهيفيستوس الإغريقي)، والإله الخالق (مستمد من الكلمة الليثوانية المرتبطة كورت؛ بمعنى الخلق)، وإله الحصاد والحبوب، وروح الشر وإله النار. شكك البعض فيما إذا كان إلهًا على الإطلاق واقترحوا أنه كان اسمًا يطلق عليه اسم دُمية الذرة.
هناك مصدر موثوق آخر هو مذكرة من عام 1418 (كولاتو إيبيسكوبي فيرمينسس) كتبها أسقف فارميا إلى البابا مارتن الخامس. تُذكّر الرسالة البابا بإنجازات فرسان تيوتون في تنصير البروسيين، الذين لم يعودوا يعبدون باتولو وناتريمبي. يفسرهما معظم العلماء بأنهما إلهان مختلفان، ولكن يمكن أن يكون باتولو أيضًا صفة (شرير، جهنمي) لوصف ناتريمبي. استنادًا إلى الأعمال اللاحقة، يُعرف باتولو عادةً على أنه بيكولس، إله العالم السفلي الغاضب، وناتريمبي باسم بوتريمبو، إله البحار أو الحبوب.
ذكر غرونو ثلاثة آلهة ثانوية بالإضافة إلى ثالوث بيكولس وبوتريمبو وبيركوناس: فورشايتو أو بوزكيتو وسفايبرتو كانت تجسيدًا لفيدافوتو وبروتينو، وكان كروشو إله الطعام (مستعار من معاهدة كريستبورغ).